# Phintella pygmaea
Phintella pygmaea är en spindelart som först beskrevs av Wesolowska 1981.  Phintella pygmaea ingår i släktet Phintella och familjen hoppspindlar. Inga underarter finns listade i Catalogue of Life.